# رودریگو ده دلا فوئنته
رودریگو ده دلا فوئنته (اسپانیایی: Rodrigo de la Fuente‎؛ زادهٔ ۲۶ نوامبر ۱۹۷۶) بازیکن بسکتبال اهل اسپانیا بود.
از باشگاه‌هایی که در آن بازی کرده‌است می‌توان به یونیورسو ترویزو، ویرتوس رم، باشگاه بسکتبال بارسلونا، و باشگاه بسکتبال فوئنلابرادا اشاره کرد.
وی در مسابقات کشوری و بین‌المللی در مجموع برندهٔ ۲ مدال نقره، ۱ مدال برنز شده‌است.